# Henchman
Henchman – anglojęzyczne określenie nazywające postać (zwykle filmową bądź literacką), która jest pomocnikiem głównego czarnego charakteru. Określana bywa niekiedy terminem „prawa ręka”, a więc albo postać ważniejsza i bardziej niebezpieczna niż inni podwładni (w odniesieniu dla dobrych postaci), albo też postać często będąca u jego boku.
Wyraz ten nie posiada idealnego odpowiednika w języku polskim. Internetowy słownik angielsko-polski podaje: poplecznik. Zbliżone znaczenia mają także wspomniane wyżej pomocnik i prawa ręka oraz: zastępca, sługa i człowiek zaufany.

## Przykłady
- Harley Quinn dla Jokera
- Talia al Ghul dla Ra’sa al Ghula
- Buźka, pracował dla Carla Stromberga, potem dla Hugo Draxa, wrogów Bonda[2].
- Bebop i Rocksteady dla Shreddera
- bosman Plama (ang. Smee) dla Kapitana Haka
- Zilius Zox dla Atrocitusa